# Anti-Nowhere League
Az Anti-Nowhere League brit street punk/hardcore punk/biker metal zenekar. 1980-ban alakultak az angliai Royal Tunbridge Wells-ben. Első nagylemezüket 1982-ben adták ki. 1989-ben feloszlottak, 1992 óta újból aktívak. A punk műfaj egyik híresebb képviselői közé tartoznak. 

## Tagok
Az eredeti felállás a következő volt:
- Animal (Nick Culmer) - ének
- Magoo (Chris Exall) - gitár
- Mark Gilham - gitár
- Tony "Bones" Shaw - dobok
- Persian John - dobok
- Michael Bettell - dobok (Bettell 2003-ban, 41 éves korában agytumor következtében elhunyt)
- Chris Elvey - basszusgitár
- Winston (Clive Black) - basszusgitár

## Diszkográfia

### Stúdióalbumok
- We Are... The League (1982)
- The Perfect Crime (1987)
- Scum (1997)
- Kings and Queens (2005)
- The Road to Rampton (2007)
- We Are...The League...Un-cut (2014)
- The Cage (2016)
- League Style (2017)